# Nemzeti Fasiszta Párt
Benito Mussolini 1921-ben megalapította a Nemzeti Fasiszta Pártot, amely a Nemzetiszocialista Német Munkáspárthoz hasonlóan szélsőjobboldali párt volt. A fasizmus tekintélyuralmi rendszeren alapult. Mussolini a kommunistákat tartotta a legfőbb ellenségének. Létrejött a ,,feketeingesek" csoportja, amely egy félkatonai szervezet volt. A feketeingesek csapatai  rendfenntartó céllal alakultak meg. De ez nem tartott sokáig. A feketeingesek alakulatai sokszor erőszakos cselekményeket hajtottak végre. Mussolini (csak úgy, mint Hitler) a saját félkatonai ,,hadseregével" meg tudta szilárdítani a (demokratikus úton, sok csalással megválasztott) vezetői posztját. Mussolini 1924-től Olaszország teljhatalmú vezére („duce”) egészen 1943-ig. 
Évekkel a fasiszta párt megalakulása és Benito Mussolini hatalomra kerülése után a fasizmus mint ideológia és annak formái több európai országban is megjelentek. 
A fasizmusban a nemzeti és szocialista eszmék keveredtek. 
A párt ,,elvei": 
- militarizmus
- juvenalizmus
- etatizmus
- tradicionalizmus
- nacionalizmus
- antimarxizmus